# Военное кладбище (Гродно)
Военное кладбище — кладбище солдат и офицеров армий разных стран в городе Гродно, административном центре Гродненской области Белоруссии.

## История
Кладбище было заложено около 1887 года . Оно состояло из двух частей: лютеранской (южной) и северной, где располагались захоронения воинов других христианских конфессий.
Среди наиболее интересных памятников этого периода - часовня генерал-майора Александра Русова -Часовня Русова .

## Похороненные
- солдаты и офицеры Российской империи ( Первая мировая война и др. );
- солдаты и офицеры Германской империи ( Первая мировая война );
- солдаты Польской Республики ( советско-польская война, Вторая мировая война ( 1939 ));
- солдаты и офицеры Красной Армии ( советско-польская война, Великая Отечественная война ( 1939, 1941, военнопленные, 1944 ) и др.). );
- солдат Вермахта ( Вторая мировая война ).

В 1981 году был установлен памятник советским воинам, авторами которого стали скульптор Ю. Церабун и архитектор А. Корольков.